# Helem
Helem és una ONG libanesa que treballa per millorar l'estatus social de persones lesbianes, gais, bisexuals i transgènere (LGBT). Helem va ser la primera organització LGBT al món àrab. Helem significa «somni» en àrab.
En la seva acta fundacional s'esmenta que la seva àrea d'actuació és el Canadà i el Líban, però també existeixen grups de suport a Austràlia, França i als Estats Units. Tot i que l'associació se centra en els assumptes LGBT, està oberta a totes les persones que tenen interès en la defensa dels drets humans. L'associació també s'oposa a qualsevol tipus de discriminació, tant en els serveis que ofereix, com en les lluites que es proposa. L'objectiu principal de l'associació és anul·lar l'article 534 del codi penal libanès que castiga les «relacions sexuals contra natura». L'entitat denuncia que la llei s'utilitza principalment per perseguir a la comunitat LGBT, que viola la privadesa dels seus membres i que els nega drets humans bàsics. Un altre dels objectius principals de Helem és lluitar contra l'epidèmia de la sida i altres malalties de transmissió sexual.
Helem, que va començar la seva existència com a Club Free, porta treballant al Líban des de 2004 sobre temes LGBT. Les seves activitats inclouen esdeveniments socials i culturals per reunir a la comunitat LGBT, treball en assumptes HIV/sida, ajuda legal per a les persones LGBT perseguides i pressió juntament amb altres organitzacions de drets humans a favor de l'avanç de les llibertats individuals al Líban.

## Legalitat
Helem està registrada a Quebec (Canadà). Segons afirma Helem a la seva pàgina web, l'organització és legal al Líban.
| « | According to the Lebanese law of association, any non-government organization can register through providing public notice ("3ilm wa khabar" in Arabic) to the Lebanese Ministry of Interior. Contrary to popular opinion, organizations do not need "permission" from the Ministry in order to be considered legal. Furthermore, the Ministry is obligated by law to issue an immediate receipt with a registration number to the organization submitting its public notice. The only legal reasons justifying a rejection of public notice are: (a) The documentation provided in the public notice is incomplete (b) The organization's field of action and principles violate or compromise one of the following: - National security, - the sovereignty of the state, - Public morality. | D'acord amb les lleis d'associació libaneses, qualsevol ONG es pot registrar a través d'una nota pública (3ilm wa khabar en àrab) dirigida al Ministeri de l'Interior. Contràriament a l'opinió popular, les organitzacions no necessiten el «permís» del Ministeri per ser considerades legals. A més, el Ministeri està obligat per llei a emetre un justificant de recepció amb un número de registre a l'organització que ha enviat la nota pública. Les única raons legals per rebutjar la nota pública són: (a) La documentació enviada a la nota pública és incompleta; (b) El camp d'acció i els principis de l'organització violen o posen en perill el següent: - la seguretat nacional, - la sobirania de l'estat, - la moralitat publica. | » |

El febrer de 2010 l'associació encara no havia rebut el justificant de recepció del registre del Ministeri de l'Interior. Helem afirma que això és una violació de la llei i que no té a veure amb la legalitat de la mateixa associació. Helem continua dient que cap activitat de l'associació viola la moral pública, ni viola lleis existents. El 2006 va haver-hi una denúncia contra Helem per «indecència pública i corrupció de menors», però després d'una investigació que no va poder confirmar l'acusació, la denúncia es va retirar.

## Premis i reconeixements
El 23 de gener de 2009, Helem va guanyar el premi Felipa de Souza de la Comissió Internacional Gai i Lesbiana de Drets Humans en reconeixement del treball realitzat per millorar els drets humans del col·lectiu LGBT i d'altres que s'enfronten a la discriminació per la seva sexualitat o per ser portadors d'anticossos de la sida. El premi va ser lliurat al coordinador de Helem, George Azzi, el 30 de març de 2009 a Nova York. Una altra celebració similar es va produir el 2 d'abril de 2009 a San Francisco (Califòrnia).